# Curtis Mayfield
Curtis Mayfield (Chicago, Illinois, 1942. június 23. – Roswell, Georgia, 1999. december 26.) amerikai soul, funk és Rhythm & Blues énekes, dalszerző és gitáros. Legjobban ismert a templomi és himnuszi zenéjéről a The Impressions-szel, és a Super Fly című film betétdaláról. Ezen és más munkák miatt nagy elismerést kapott, mint az afroamerikai politikai célzatú funk úttörője. Ismert még, mint basszista, zongorista, szaxofonos és dobos.

## Életrajz

### A kezdetek és a The Impressions
Az Illinois állambeli Chicago-ban született. A Wells gimnáziumban tanult, de hamar otthagyta, hogy a The Impressions énekese és dalszerzője lehessen, majd belevágott egy sikeres szólókarrierbe. A legnagyobb hírnevet talán az akkor újdonságnak számító afroamerikai Rhythm and blues és a társadalmi célzatú témák hozták neki. Ez a „üzenetzene” (message music), rendkívül népszerű lett a politikai botrányok és a társadalmi fellendülés idején, az 1960-as 70-es években.

### Szólókarrier
1970-ben Curtis Mayfield – miután kilépett a The Impressions-ből – megkezdte szólókarrierjét, megalapítva a független Curtom Records-t. A kiadó sorra jelentette meg a legtöbb 1970-es Mayfield "mérföldkövet", valamint Impressions, Leroy Hutson, The Staple Singers, Mavis Staples, Baby Huey, Babysitters (melynek tagja volt Chaka Khan) lemezeket. Ezen lemezek nagy részén Mayfield producerként működött közre.

### Utolsó évei
Habár Mayfield aktív volt egészen az 1970-es, '80-as évekig, népszerűsége csökkent. 1990. augusztus 13-án nyaktól lebénult, miután ráesett a világító berendezés egy new york-i koncerten. A baleset háttérbe szorította, de Mayfield hamar erőt vett magán. Gitározni már képtelen volt, de zenéket írt, énekelt és irányította az utolsó albumának, a New World Order-nek a felvételeit.
1995-ben Mayfield megkapta a Grammy Lifetime Achievement díjat.
1998 februárjában cukorbetegsége miatt le kellett amputálni a jobb lábát. Mayfield 1999. december 26-án halt meg a [Georgia] állambeli Roswell-ben, körülvéve a nagy és szerető családjával. Utolsó munkája az "Astounded" volt, a Bran Van 3000-del, ami épp halála előtt lett felvéve és 2000-ben jelent meg. Halála után a The Impressions tagjaként bekerült a Vocal Group Hall of Fame-be 2003-ban.

## Érdekességek
- Move on Up című számát többször is feldolgozták, például Kanye West a "Touch the sky"-ban

## Kiadványok

### Albumok
- Curtis (1970)
- Curtis/Live! (1971)
- Roots (1971)
- Super Fly (1972)
- Back to the World (1973)
- Curtis in Chicago (1973)
- Got to Find a Way (1974)
- Claudine (Gladys Knight and the Pips) (1974)
- Sweet Exorcist (1974)
- Let's Do It Again (The Staple Singers) (1975)
- There's No Place Like America Today (1975)
- Sparkle (Aretha Franklin) (1976)
- Give, Get, Take and Have (1976)
- A Piece of the Action (Mavis Staples) (1977)
- Short Eyes (1977)
- Never Say You Can't Survive (1977)
- Do It All Night (1978)
- Heartbeat (1979)
- Something to Believe In (1980)
- The Right Combination (with Linda Clifford) (1980)
- Love is the Place (1982)
- Honesty (1983)
- We Come in Peace with a Message of Love (1985)
- Live in Europe (1988)
- People Get Ready: Live at Ronnie Scott's (1988)
- Take It to the Streets (1990)
- New World Order (1997)

### Válogatások
- The Anthology 1961-1977 (1992)
- People Get Ready: The Curtis Mayfield Story (1996)
- The Very Best of Curtis Mayfield (1997)
- Soul Legacy (2001)
- Greatest Hits (2006)